# Estigmene tenuistrigata
Estigmene tenuistrigata là một loài bướm đêm thuộc phân họ Arctiinae, họ Erebidae.